# Masdenverge
Masdenverge est une commune de la province de Tarragone, en Catalogne, en Espagne, de la comarque de Montsià